# Claudia Salcedo Quezada
Claudia Salcedo Quezada (* 19. Juli 1980) ist eine chilenische Biathletin und Skilangläuferin.
Claudia Salcedo startete zwischen 2003 und 2005 auf internationaler Ebene. In Ridnaun gab sie 2003 ihr Debüt im Europacup, wo sie 50. des Sprints wurde. Wenig später gewann sie in Obertilliach als 29. eines Einzels erste Punkte. Höhepunkt der Saison wurde die Militär-Skiweltmeisterschaft 2003 in Rovaniemi, bei der Salcedo 34. über 10 Kilometer Freistil im Skilanglauf wurde. In der nächsten Europacupsaison erreichte die Chilenin als 20. eines Sprints in Gurnigel ihre beste Platzierung im Europacup. Erneut wurde die Militär-Skiweltmeisterschaft 2004 in Östersund 48. des Sprints, Elfte mit Ana Maria Palma, Verónica Isbej und Claudia Barrenechea in der Militärpatrouille und 38. über 10 Kilometer Freistil im Skilanglauf. 2005 startete sie für mehrere Rennen im Biathlon-Weltcup. Bei ihrem ersten Einzel in Cesana San Sicario wurde sie 104. Beste Platzierung wurde ein 87. Rang im Sprint von Pokljuka. Salcedo startete im August 2010 bei den Biathlon-Südamerikameisterschaften in Portillo und Bariloche. Bei den Meisterschaften, die als Rennserie ausgetragen wurde, wurde Salcedo in Portillo Siegerin des Einzels vor Silvia Herrera und Mirlene Picin sowie Zweite im Sprintrennen und im Massenstart hinter Picin und vor Herrera. Bei den Rennen in Argentinien trat sie wie alle Chilenen wegen eines Erdbebens in ihrer Heimat nicht an. In der Gesamtwertung, in die nur drei Rennen eingingen, belegte sie den Ersten Platz und wurde damit Südamerikameisterin.
Im Skilanglauf nimmt Salcedo seit 2015 an Continental-Cup Rennen teil. Ihre bisher beste Platzierung dabei war der 37. Platz über 10 Kilometer Freistil im Dezember 2016 beim Alpencup in Valdidentro. Bei den Nordischen Skiweltmeisterschaften 2017 in Lahti kam sie auf den 93. Platz im Sprint.

## Biathlon-Weltcup-Platzierungen
Die Tabelle zeigt alle Platzierungen (je nach Austragungsjahr einschließlich Olympische Spiele und Weltmeisterschaften).
- 1.–3. Platz: Anzahl der Podiumsplatzierungen
- Top 10: Anzahl der Platzierungen unter den ersten zehn (einschließlich Podium)
- Punkteränge: Anzahl der Platzierungen innerhalb der Punkteränge (einschließlich Podium und Top 10)
- Starts: Anzahl gelaufener Rennen in der jeweiligen Disziplin
- Staffel: inklusive Mixed- und Single-Mixed-Staffeln

| Platzierung                    | Einzel | Sprint | Verfolgung | Massenstart | Staffel | Gesamt |
| ------------------------------ | ------ | ------ | ---------- | ----------- | ------- | ------ |
| 1. Platz                       |        |        |            |             |         |        |
| 2. Platz                       |        |        |            |             |         |        |
| 3. Platz                       |        |        |            |             |         |        |
| Top 10                         |        |        |            |             |         |        |
| Punkteränge                    |        |        |            |             |         |        |
| Starts                         | 1      | 2      |            |             |         | 3      |
| Stand: nach der Saison 2010/11 |        |        |            |             |         |        |